# Браян Даффі
Бра́ян Да́ффі (англ. Brian Duffy; нар. 20 червня 1953) — астронавт НАСА. Здійснив чотири космічних польоту на шаттлах: STS-45 (1992), «Атлантіс»), STS-57 (1993, «Індевор»), STS-72 (1996), «Індевор») та STS-92 (2000, «Діскавері»), полковник Військово-повітряні сили США.

## Особисті дані та освіта

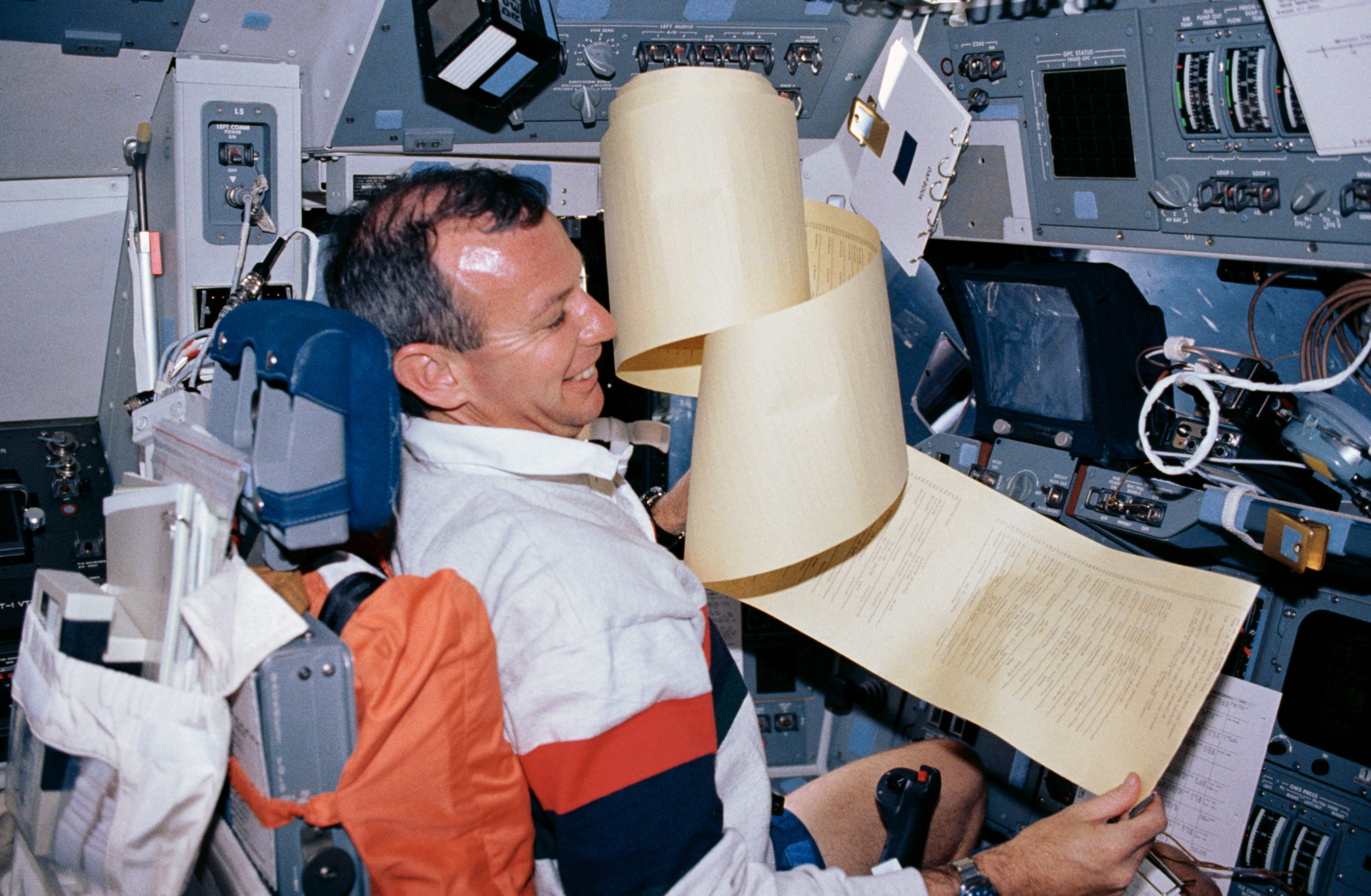
STS-45: Браян Даффі

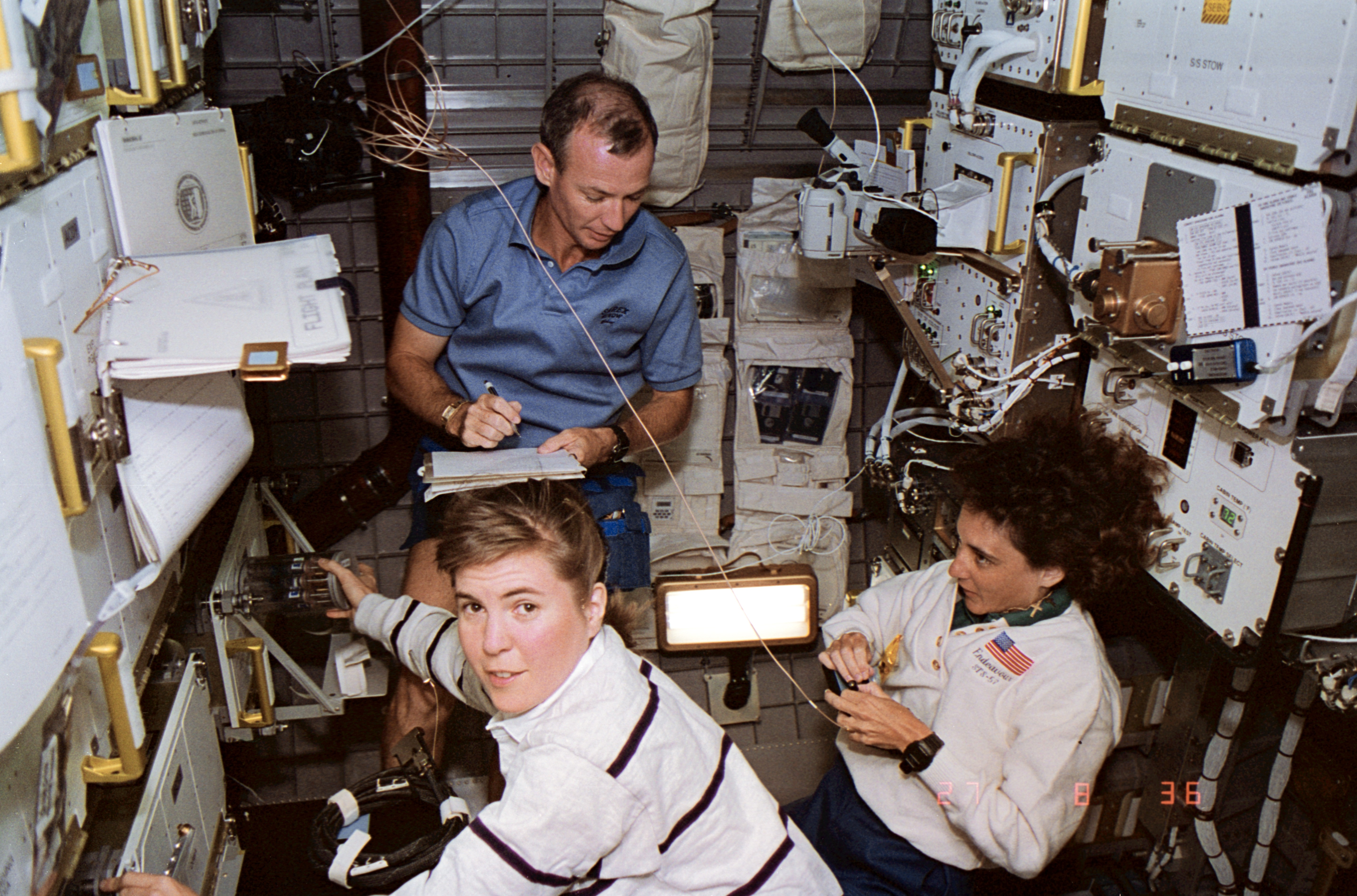
STS-57: в Спейсхеб е Брайан Даффі на дальньому плані.

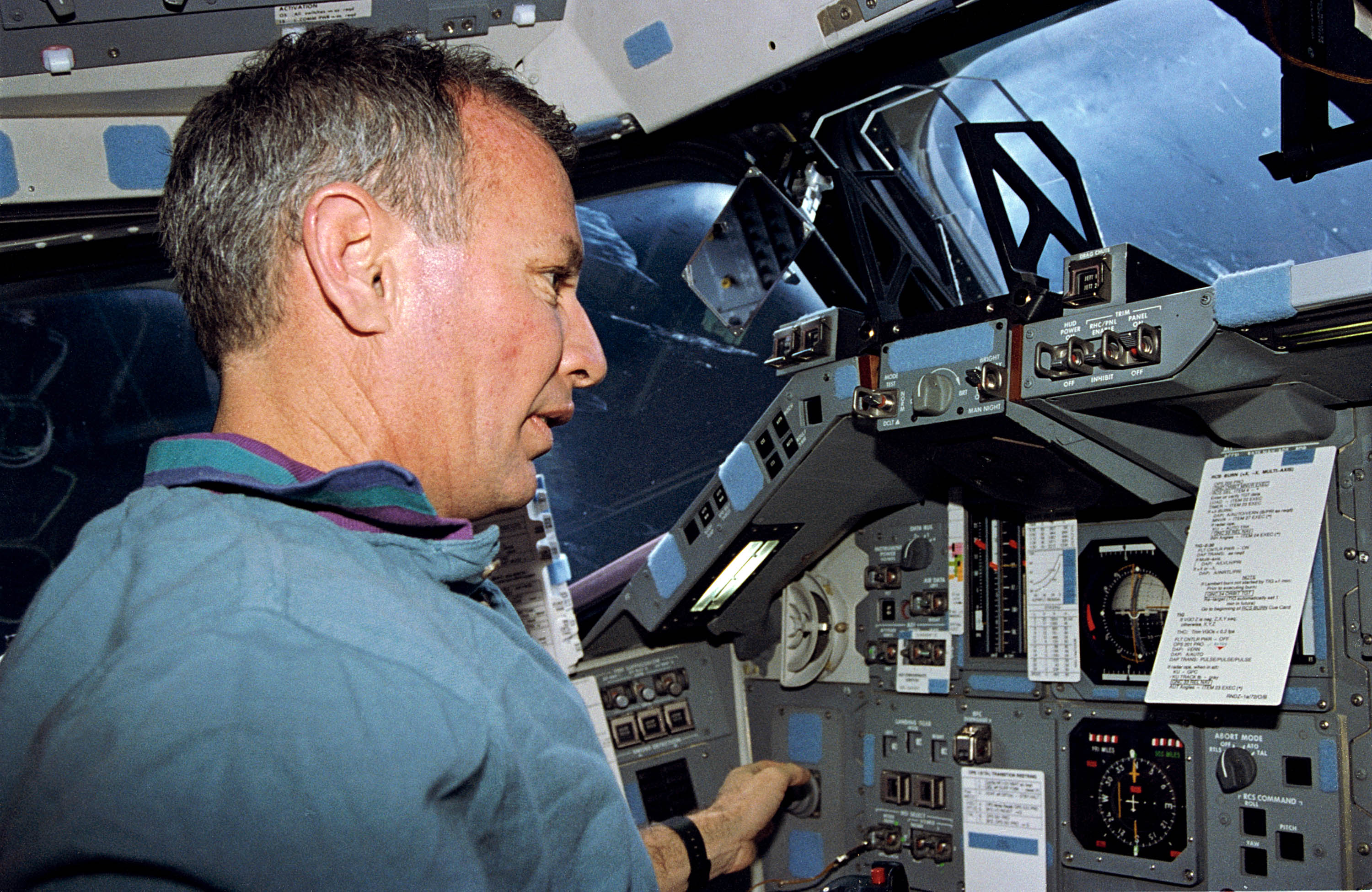
STS-72: Браян Даффі

Браян Даффі народився 20 червня 1953 а в Бостоні, штат Массачусетс. У 1971 році закінчив середню школу в місті Рокленд, в тому ж штаті. У 1975 році отримав ступінь бакалавр а наук в області математики в Академії ВПС США. У 1981 році отримав ступінь доктора наук в галузі адміністрування та менеджменту в Університеті Південної Каліфорнії.
Одружений з Джанет М. Гелмс з Вест-Лафаєтт, штат Індіана. У них двоє дітей. Він любить гольф, біг і читання.

## До НАСА
У 1976 році отримав ступінь бакалавр підготовки пілотів на авіабазі в Коламбусі, в штаті Міссісіпі. З 1976 року став літати на літаку F-15. До 1979 року служив на авіабазі «Ленглі», штат Вірджинія. Наприкінці 1979 був переведений на авіабазу «Кадена», Окінава, Японія, де протягом трьох років продовжував літати на F-15. У 1982 році вступив у Школу льотчиків-випробувачів. Після навчання був розподілений на авіабазу «Еглін», у Флориді. Він має близько 5000 годин нальоту на більш ніж 25 різних типах літаків..

## Підготовка до космічних польотів
У 1985 році Даффі був запрошений в НАСА. У липні 1985 року був зарахований до загону НАСА у складі 11-го набору, кандидатом в астронавт и. Став проходити навчання за курсом загальнокосмічної підготовки. Після закінчення курсу, в липні 1986 року одержав кваліфікацію «пілот» і призначення в Офіс астронавтів НАСА. Він брав участь у розробці та тестуванні дисплеїв, алгоритмів роботи льотних екіпажів, а також налагодженням програмного забезпечення шатлів. Був оператором зв'язку в Центрі управління польотами під час кількох місій. Він також працював помічником Директора (технічного) та в. о. Директора в Космічному Центрі імені Джонсона в Х'юстонi, штат Техас.[джерело?]

## Польоти в космос
- Перший політ — STS-45[3], шаттл «Атлантіс». З 24 березня по 2 квітня 1992 як пілот. Це був перший з політ шаттла з лабораторією «ATLAS-1» для вивчення атмосфери Землі та її взаємодія з Сонці. Тривалість польоту склала 8 діб 22 години 10 хвилин[4].
- Другий політ — STS-57[5] , шаттл «Індевор». З 21 червня по 1 липня 1993 як пілот. Основна мета польоту: доставка шатлом європейського робота-маніпулятора, вихід у відкритий космос двох членів екіпажу, проведення різних експериментів в першому польоті Спейсхеб а, продовження медико-біологічних досліджень і астрономічних спостережень. Тривалість польоту склала 9 діб 23 години 46 хвилин[6].
- Третій політ — STS-72[7], шаттл «Індевор». З 11 по 20 січня 1996 року як командир корабля. Основним завданням місії було захоплення на орбіті і повернення на Землю японського дослідницького супутника — англ. Space Flyer Unit). Супутник «SFU» (вага: 3.577 кг) був запущений з японського космодром а Танегасіма, ракетою — H -II, 18 березня 1995. На третій день польоту «Індевора», супутник «SFU» був захоплений краном-роботом і поміщений у вантажний відсік шатлу. Краном-роботом керував японський астронавт Коїті Ваката. Був розгорнутий і випущений у вільний політ науково-дослідний супутник — «OAST-Flyer (Office of Aeronautics and Space Technology Flyer)». Цей супутник знаходився в автономному польоті, приблизно, 50 годин і віддалявся від «Індевора» на відстань до 72 км. Потім цей супутник був захоплений роботом-маніпулятором і знову поміщений у вантажний відсік «Індевора». Проводилися дослідження озонового шару атмосфери Землі. Проводились роботи по точному виміру висоти польоту шаттла над поверхнею Землі. Проводилися також медичні та біологічні дослідження. Тривалість польоту склала 8 діб 22 години 2 хвилини[8].
- Четвертий політ — STS-92[9], шаттл «Діскавері». З 11 по 24 жовтня 2000 року як командир корабля. Основним завданням польоту була стиковка з Міжнародної космічної станції (МКС), продовження її збірки, доставка ферменної конструкції Z1, гіроскопів з керуючим моментом. Був доставлений герметичний стикувальний перехідник-3 (PMA-3), обладнаний стикувальними вузлами (був встановлений на піддон Спейслеба), спочатку був пристикований до надірним (нижнього, або зверненого до Землі) порту «Юніті». Тривалість польоту склала 12 днів 21 годину 44 хвилини[10].

Загальна тривалість польотів у космос — 40 днів 17 годин 37 хвилин.

## Після польотів
Пішов із загону астронавт ів і з НАСА 13 червня 2001. З 2004 року по 2008 рік Даффі був віце-президентом в корпорації Lockheed Martin. Надалі став віце-президентом в корпорації АТК.

## Нагороди та премії
Нагороджений: Медаль «За космічний політ» (1992, 1993, 1996 і 2000), Хрест льотних заслуг (США), Медаль «За похвальну службу» (США), Медаль «За відмінну службу» (США), Медаль похвальною служби (США) та багато інших.